# قيطم فكتوري
قيطم فكتوري (الاسم العلمي: Xenopus victorianus ) (بالإنجليزية: Lake Victoria clawed frog)‏ هو نوع من الحيوانات يتبع جنس القيطم من الفصيلة الضفادع عديمة اللسان.